# Nethinius anticipes
Nethinius anticipes är en skalbaggsart som beskrevs av Leon Fairmaire 1896. Nethinius anticipes ingår i släktet Nethinius och familjen långhorningar.
Artens utbredningsområde är Madagaskar. Inga underarter finns listade i Catalogue of Life.